# Tripora
Tripora, monotipski biljni rod iz porodice usnača smješten ui tribus Caryopterideae. Jedina vrsta je T. divaricata iz Kine, Korejskog poluotoka i Japana

## Opis
Trajnica ili polugrm. Ima jedinstvene, ljubičasto-plave cvjetove koji se pojavljuju od kasnog ljeta do rane jeseni. Zimi potpuno ugine. Lišće pri gnječenju oslobađa neugodnu aromu, zbog čega ga izbjegavaju jeleni.
Zeljasto bilje, višegodišnje, ca. 80 cm visine. Grane 4-uglaste, polugole do dlakave. Peteljka 0,5-2 cm; lisna plojka jajasto-duguljasta do jajolika, 12-14 X 1,2-5 cm, opnasta, slabo dlakava, osnova klinasta do zaobljena, rub grubo nazubljen, vrh zašiljen, žila 3-5 pari. Cvatovi aksilarni, cime, dihotomne, slabo dlakave; peteljka 2-3(-11) cm; brakteje linearne do lancetaste. Čaška čašičasta, šira nego duža, 2-4 mm, iznutra dlakava; zubaca 5, trokutasti, 0,6-1 mm. Vjenčić ružičast do ljubičast, 1-2 cm, izvana dlakav, u grlu resica, cijev 0,8-1,6 cm, režnjevi cjeloviti, donji režanj široko obrnuto jajolik. Prašnici i stil ispoljeni. Jajnik dlakav, ± žljezdast, na vrhu rudimentarno 4-režnjevit. Plodna čaška dvostruko je duža od cvjetne čaške, šira je nego duža. Oraščići blijedosmeđi jajasti, kraći od cjevčice čaške, mrežasti, goli. Cvjetovi i plod od srpnja-rujna.

## uzgoj
Ova vrsta preferira rahlu ilovaču i tolerira malo suše; dobra drenaža postaje još potrebnija kada se sadi u sjevernijim zonama. Sakuplja se iz divljine za lokalnu upotrebu kao hrana i lijek.
- T. divaricata
- T. divaricata
- T. divaricata, cvijet i plod
- T. divaricata, cvijet

## Sinonimi
- Caryopteris chosenensis Moldenke; Phytologia 51: 302 (1982), nom. illeg.
- Caryopteris divaricata Maxim.; Bull. Acad. Imp. Sci. Saint Pétersbourg, sér. 3, 23: 390 (1877)
- Clerodendrum divaricatum Siebold & Zucc.; Abh. Akad. Muench. 4: III. (1846) 154 (not Jack (1820))
- Clerodendrum sieboldii Kuntze; Revis. Gen. Pl. 2: 505 (1891)
- Microtoena coreana H.Lév.; Repert. Spec. Nov. Regni Veg. 9: 223 (1911)